# Heinz Heimsoeth
Heimsoeth, Heinz (Colònia, 12 d'agost 1886 - 10 de setembre de 1975), fou un filòsof alemany, especialment conegut com a historiador de la filosofia.
Va ser professor a Marburg, Colònia i Istanbul. No obstant això, on va deixar més empremta fou a la universitat de Königsberg, on va obtenir la seva plaça l'any 1923. Va estar influït pel neokantisme de l'escola de Marburg, per Bergson, Boutroux, Pfänder i Max Scheler.
S'ha distingit com a estudiós de la història de la filosofia moderna, en especial de la metafísica, a la que considera com l'autèntica obertura de la realitat. En els seus estudis d'autors com Descartes, Leibniz, Fichte, Friedrich Schelling i Hegel, troba un rerefons d'origen espiritualista i religiós, basat en les obres dels místics com Eckhart o Böhme, així com de la filosofia de Nicolau de Cusa.
D'altra banda, el primat de la voluntat, que reapareix en Schopenhauer o en Schelling, el retrotreu a la influència de Sant Agustí i Duns Escot. Amb això, Heimsoeth troba el que, segons ell, són les bases escolàstiques i renaixentistes de la metafísica moderna. D'aquesta manera, en la seva anàlisi de la història de la filosofia destaca la continuïtat dels problemes filosòfics a través dels diversos sistemes històricament donats així com aquells supòsits i motivacions que romanen subjacents en cada sistema.
D'altra banda, en oposició a Cohen, Natorp i Cassirer (i en menor mesura a Windelband, Lask i Riehl), accentua la noció de receptivitat en la filosofia de Kant, que els filòsofs de l'escola de Marburg havien abandonat al no acceptar la distinció kantiana entre intuïció i pensament.
També com a historiador de la filosofia moderna va reivindicar l'important paper precursor de les ontologies de l'espai, del temps i de les categories de Christian Crusius i de Christian Wolff.

## Obres
- Die sechs großen Themen der abendländischen Metaphysik und der Ausgang des Mittelalters, Stilke, Berlin 1922, Nachdruck der unveränderten 3. Auflage, Wissenschaftliche Buchgesellschaft, Darmstadt 1987, ISBN 3-534-00076-5
- Fichte, E. Reinhardt, München 1923
- Metaphysik der Neuzeit, München/Berlin 1934, Nachdruck Oldenboug, München 1967
- Geschichtsphilosophie, Bouvier, Bonn 1948
- Metaphysische Voraussetzungen und Antriebe in Nietzsches "Immoralismus", Steiner, Mainz 1955
- Windelband, Wilhelm: Lehrbuch der Geschichte der Philosophie. Mit einem Schlußkapitel "Die Philosophie im 20. Jahrhundert" und einer Übersicht über den Stand der philosophiegeschichtlichen Forschung, hrsg. von Heinz Heimsoeth, Mohr, 15. durchgesehene und ergänzte Auflage Tübingen 1957, ISBN 3-16-838032-6
- Atom, Seele, Monade. Historische Ursprünge und Hintergründe von Kants Antinomie der Teilung, Steiner, Mainz 1960
- Studien zur Philosophiegeschichte, Kölner Universitätsverlag, Köln 1961
- Hegels Philosophie der Musik, Bouvier, Bonn 1964 (aus Hegel-Studien Bd. 2, 1963, S. 162 – 201)
- Transzendentale Dialektik. Ein Kommentar zu Kants Kritik der reinen Vernunft, 4 Bände, de Gruyter, Berlin 1966–71
- Studien zur Philosophie Immanuel Kants, Bouvier, Bonn 2. Aufl. 1971, ISBN 3-416-00437-X

Hi ha traducció castellana de
- Los seis grandes temas de la filosofía occidental, Revista de Occidente, Madrid, 1959. 341pp. Traducció de José Gaos.
- La metafísica moderna, Madrid, Revista de Occidente, 1932.
- Historia general de la filosofía: el siglo XX (Es tracta de la continuació de la Història general de la filosofia de Wilhelm Windelband.)Barcelona El Ateneo, 1970
- Crítica i metafísica, 1966.
- Dialèctica transcendental. Comentari de la Crítica de la Raó Pura de Kant, 4. vols., 1966-1971